# Melis Özçiğdem
Melis Özçiğdem (* 26. Oktober 1982) ist eine türkische Fußballschiedsrichterin.

## Werdegang
Özçiğdem ist Schiedsrichterassistentin im türkischen Frauenfußball. In der Saison 2021/22 debütierte sie in der TFF 1. Lig, der zweithöchsten Herrenliga.
Seit 2013 steht Özçiğdem auf der Liste der FIFA-Schiedsrichter und leitet internationale Fußballpartien.
Bei der U-17-Europameisterschaft 2017 in Tschechien pfiff Özçiğdem zwei Spiele in der Gruppenphase. Bei der U-19-Europameisterschaft 2018 in der Schweiz war sie ebenfalls bei zwei Gruppenspielen im Einsatz.
Zudem leitete und leitet Özçiğdem Spiele in der Women’s Nations League, in der Women’s Champions League, in der europäischen WM-Qualifikation für die Weltmeisterschaft 2019 in Frankreich und die Weltmeisterschaft 2023 in Australien und Neuseeland, in der EM-Qualifikation für die Europameisterschaft 2022 in England und die Europameisterschaft 2025 in der Schweiz sowie diverse weitere Qualifikations- und Freundschaftsspiele.
Özçiğdem stammt aus Izmir und arbeitet als Lehrerin.